# 金塔纳德拉塞雷纳
金塔纳德拉塞雷纳，是西班牙埃斯特雷马杜拉巴达霍斯省的一个市镇。总面积142平方公里，总人口5087人（2001年），人口密度36人/平方公里。